# War of the Worlds: Goliath
Pour plus de détails, voir Fiche technique et Distribution.
War of the Worlds: Goliath est un film malaisien réalisé par Joe Pearson, sorti en 2012.

## Synopsis
Le film est présenté comme une suite du roman La Guerre des mondes de H. G. Wells

## Fiche technique
- Titre : War of the Worlds: Goliath
- Réalisation : Joe Pearson
- Scénario : David Abramowitz et Joe Pearson
- Musique : Luka Kuncevic
- Photographie : Young Hwan-sang
- Montage : Toby Risk
- Production : David Abramowitz, Mike Bloemendal, Joe Pearson et Leon Tan
- Société de production : Tripod Entertainment et Epoch Ink Animation
- Société de distribution : Barking Cow Media Group (États-Unis)
- Pays :  Malaisie,  Japon et  États-Unis
- Genre : Animation, action, aventure, science-fiction et thriller
- Durée : 85 minutes
- Dates de sortie : 
  -  Malaisie : 15 novembre 2012

## Distribution

### Voix version originale
- Peter Wingfield : Cpt. Eric Wells
- Adam Baldwin : Wilson
- Adrian Paul : Patrick O'Brien
- Beau Billingslea : Abraham Douglas
- Kim Buckingham : Talbert
- Jim Byrnes : Theodore Roosevelt
- Joey D'Auria : Nikola Tesla
- Kennie Dowle : Robert Wells / Lt. Hendrix / officier de pont du Leviathan Bridge
- Tony Eusoff : Lt. Iskandar Shah
- Elizabeth Gracen : Lt. Jennifer Carter
- Alexander Henderson : Eric Wells jeune
- Susan Lankester : Christine Wells
- Matt Letscher : Cpt. Manfred von Richthofen
- Robert Middleton : Gén. Sergei Kushnirov
- Mark Sheppard : Sean O'Brien